# December 13.
December 13. az év 347. (szökőévben 348.) napja a Gergely-naptár szerint. Az évből még 18 nap van hátra.
Névnapok: Luca, Otília + Éda, Edda, Elza, Enid, Kenese, Lúcia, Luciána, Odília, Oresztész, Tília, Via, Víta, Vitália

## Események

### Politikai események
- 1294 – V. Celesztin pápa lemond trónjáról
- 1442 – V. Lászlónak, illetve az ő nevében az anyjának, Luxemburgi Erzsébet magyar királynénak, valamint I. Ulászlónak a hívei békét kötnek, melynek értelmében I. Ulászló eljegyzi V. László idősebb nővérét, Annát.
- 1474 – IV. Henrik kasztíliai király halála után a hívei Kasztília és León uralkodójává kiáltják ki a féltestvérét, I. Izabellát Segoviában, míg Madridban az elhunyt uralkodó lányát, I. Johannát ismerik el jogszerű királynőnek. Izabella férjét, Ferdinándot, Aragónia trónörökösét csak 1475-ben ismeri el társuralkodónak a kasztíliai gyűlés, a Cortes. A „Katolikus Királyok” uralma alatt megkezdődik a két királyság egyesülése.
- 1477 – Korneuburgban Hunyadi Mátyás leteszi az esküt mint Csehország királya.
- 1545 – III. Pál pápa megnyitja a Tridenti zsinatot a trienti főszékesegyházban.
- 1570 – Svédország és Dánia megköti a Stettini békét.
- 1705 – A Vak Bottyán János vezette kuruc és az osztrák császári, horvát és rác csapatok összecsapása.
- 1915 – Az első világháború keleti frontján osztrák–magyar és német csapatok elfoglalják Grodno erődjét.
- 1937 – A japán csapatok elfoglalják Nanjing (Nanking) kínai várost. Kezdetét veszi a hat hétig tartó mészárlás, amikor 25000 lakost ölnek meg.
- 1941 – Magyarország hadat üzen az Amerikai Egyesült Államoknak.
- 1966 – A vietnámi háborúban az amerikai légierő megkezdi Hanoi bombázását.
- 1974 – Málta köztársasággá válik.
- 1981 – A Lengyel Népköztársaságban Wojciech Witold Jaruzelski tábornok irányításával bevezetik a hadiállapotot (stan wojenny), ezzel felszámolják a Szolidaritás mozgalmat.
- 1991 – Észak- és Dél-Korea egyezményt írnak alá, amely formálisan is véget vet a koreai háborúnak.
- 1993 – Magyarországon megalakul a Boross-kormány.
- 1998 – Puerto Rico népe az USA-hoz való csatlakozás ellen szavaz.
- 2007 – A lisszaboni szerződés aláírása.

### Tudományos és gazdasági események
- 1577 – Sir Francis Drake kapitány elindul 5 hajóval Plymouthból, hogy megkerülje a Földet
- 1928 – Megkezdődik az utcai távbeszélőhálózat felszerelése Budapesten
- 1963 - A Szovjetunióban fellövik az első meteorológiai műholdat, a Koszmosz–23-at
- 2009 - Megszűnik a forgalom a Nyírvidéki Kisvasút teljes hálózatán

### Kulturális események

#### Zenei események
- 1928 – New Yorkban bemutatják George Gershwin „Egy amerikai Párizsban” című zeneművét
- 1961 – A Beatles együttes szerződést köt Brian Epsteinnel

### Sportesemények
- 1991 - Megalakul a Magyar Aerobik Szövetség (MAESZ)[1]

### Bűnügyek
- 1913 – Leonardo da Vinci festménye, a Mona Lisa visszakerül a Louvre-ba két évvel azután, hogy ellopták

## Születések
- 1521 – V. Szixtusz pápa   († 1585)
- 1533 – XIV. Erik svéd király († 1577)
- 1553 – Navarrai Henrik 1589-től IV. Henrik néven francia király († 1610)
- 1768 – Asbóth János természettudós, a keszthelyi Georgicon igazgatója († 1823)
- 1797 – Heinrich Heine német költő, író  († 1856)
- 1815 – Veres Pálné (sz. Beniczky Hermin), a magyar nőnevelésügy egyik előharcosa, az első Nőképző Egylet alapítója († 1895)
- 1816 – Ernst Werner von Siemens német feltaláló és gyáralapító († 1892)
- 1823 – Árvay József magyar királyi tanácsos, tanfelügyelő († 1879)
- 1834 – Kelety Gusztáv magyar festő, műkritikus, az MTA lev. tagja († 1902)
- 1856 – Svetozar Borojević horvát származású katonatiszt, cs. és kir. tábornagy, az Isonzó-hadsereg parancsnoka († 1920)
- 1858 – Major Gyula (Mayer Jakab) magyar zeneszerző († 1925)
- 1871 – Emily Carr kanadai festőművész, írónő († 1945)
- 1876 – Garami Ernő magyar műszerész, szociáldemokrata politikus, az MSZDP vezetője, miniszter († 1935)
- 1887 – Pólya György magyar matematikus († 1985)
- 1897 – Donogán István atléta, diszkoszvető († 1966)
- 1903 – Carlos Montoya spanyol flamenco gitáros († 1993)
- 1904 – Borsos István József rajztanár, festő- és szobrászművész († 1936)
- 1905 – Mező Imre kommunista politikus, állampárti funkcionárius († 1956)
- 1908 – Gárdonyi László magyar színész, érdemes művész († 1971)
- 1918 – Bill Vukovich (William Vucerovich) amerikai autóversenyző († 1955)
- 1919 – Hans-Joachim Marseille német repülő, a Luftwaffe pilótája († 1942)
- 1925 – Gyenge Árpád Jászai Mari-díjas magyar színész († 1979)
- 1925 – Dick Van Dyke amerikai színész
- 1926 – Kéri Edit magyar színésznő, publicista († 2021)
- 1929 – Christopher Plummer Oscar-díjas és Emmy-díjas kanadai színész († 2021)
- 1941 – Petruska György magyar matematikus
- 1945 – Bryan McGuire ausztrál autóversenyző († 1977)
- 1947 – Baleczky Annamária a Magyar Televízió bemondója, újságíró († 2018)
- 1953 – Ben Bernanke, az USA jegybankelnöke
- 1953 – Stépán Gábor magyar gépészmérnök, az MTA tagja
- 1953 – Magyar Zoltán kétszeres olimpiai bajnok magyar tornász, sportvezető, állatorvos, a nemzet sportolója
- 1957 – Steve Buscemi amerikai színész, filmrendező, producer és forgatókönyvíró
- 1964 – Dési János magyar újságíró
- 1964 – hide (Macumoto Hideto) japán zenész, az X Japan együttes gitárosa († 1998)
- 1967 – Jamie Foxx (er. Eric Marlon Bishop) Oscar-díjas, BAFTA-díjas amerikai színész
- 1972 – Szabó Gábor többszörös kispályás bajnok labdarúgó, futballkönyvíró
- 1977 – Balsai Móni Jászai Mari-díjas magyar színésznő
- 1979 – Artem Csubarov orosz jégkorongozó
- 1981 – Amy Lee (eredetileg Amy Lynn Hartzler) énekesnő, dalszövegíró
- 1984 – Hanna-Maria Seppälä finn úszó
- 1985 – Laurence Leboeuf kanadai színésznő
- 1986 – Alekszandr Carevics belorusz tornász[2]
- 1986 – Mathieu Gnanligo Fousseni benini atléta
- 1989 – Taylor Swift amerikai country-pop énekesnő
- 1992 – Blahó Gergely magyar színész
- 1996 – Kenderesi Tamás olimpiai bronzérmes magyar úszó
- 2003 – Jhon Durán kolumbiai válogatott labdarúgó

## Halálozások
- 1124 – II. Callixtus pápa  (* ?)
- 1250 – II. Frigyes német-római császár (* 1194)
- 1466 – Donatello (Donato di Niccoló di Betto Bardi) firenzei szobrászművész (* 1386)
- 1516 – Johannes Trithemius német apát (* 1462)
- 1521 – I. (Szerencsés) Mánuel portugál király (* 1469)
- 1557 – Niccolò Tartaglia olasz matematikus, erődítményeket tervező hadmérnök (* 1499)
- 1603 – François Viète francia matematikus, IV. Henrik francia király udvari ügyésze (* 1540)
- 1678 – Bársony György nagyváradi, később egri püspök (* 1626)
- 1754 – I. Mahmud, az Oszmán Birodalom 25. szultánja (* 1696)
- 1817 – Kitaibel Pál magyar orvos, botanikus, kémikus (* 1757)
- 1820 – Gróf Széchényi Ferenc a Magyar Nemzeti Múzeum alapítója (* 1754)
- 1847 – Barkóczy László magyar báró,  székesfehérvári püspök (* 1791)
- 1863 – Friedrich Hebbel német drámaíró és költő (* 1813)
- 1875 – Georg Friedrich Daumer német költő, filozófus (* 1800)
- 1880 – Barcsay László magyar főispán, főrendiházi tag (* 1802)
- 1881 – August Šenoa horvát író, a romantika és realizmus képviselője (* 1838)
- 1882 – Greguss Ágost magyar esztéta, az MTA tagja (* 1825)
- 1889 – Ábel Jenő magyar klasszika-filológus, egyetemi tanár, az MTA lev. tagja (* 1858)
- 1894 – Xántus János magyar író, természetkutató, néprajztudós (* 1825)
- 1895 – Jedlik Ányos magyar természettudós, bencés szerzetes, tanár, a dinamó és a szódavíz feltalálója (* 1800)
- 1906 – Benczédi Gergely magyar pedagógus, író  (* 1839)
- 1926 – Strobl Alajos magyar szobrász  (* 1856)
- 1930 – Fritz Pregl Nobel-díjas osztrák, kémikus, orvos (* 1869)
- 1936 – Scherz Ede a Magyar Rádió első bemondója, író (* 1879)
- 1944 – Vaszilij Kandinszkij orosz absztrakt festő- és képzőművész (* 1866)
- 1963 – Rősler Endre magyar operaénekes (tenor) (* 1904)
- 1978 – Csányi György olimpiai bronzérmes, Európa-bajnok atléta (* 1922)
- 1984 – Amerigo Tot magyar származású olasz szobrászművész  (* 1909)
- 1984 – Vicente Aleixandre Irodalmi Nobel-díjas spanyol költő az úgynevezett 27-es generációból (* 1898)
- 1985 – Beck András Kossuth- és Munkácsy-díjas magyar szobrászművész (* 1911)
- 1993 – Vanessa Duriés francia írónő (* 1971)
- 1998 – Dévényi Cecília magyar színésznő, koreográfus (* 1941)
- 2001 – Chuck Schuldiner amerikai zenész, énekes, gitáros, dalszövegíró, a Death együttes frontembere (* 1967)
- 2005 – Stanley Williams amerikai bandita (* 1953)
- 2008 – Horst Tappert német színész, Derrick felügyelő alakítója (* 1923)
- 2010 – Tom Walkinshaw skót autóversenyző, a TWR csapat alapítója (* 1946)
- 2014 – R. Várkonyi Ágnes Széchenyi-díjas magyar történész, művelődéstörténész (* 1928)
- 2021 – Buváry Lívia magyar színésznő, énekművész (* 1955)
- 2023 – Bakody József Aase-díjas magyar színész, a Veszprémi Petőfi Színház örökös tagja (* 1938)

## Nemzeti ünnepek, emléknapok, világnapok
→Sablonvita:Ünnepek/12-13:
- Szent Lúcia (Luca) szicíliai vértanú emléknapja a katolikus egyházban, melyhez számos népszokás kapcsolódik[3]
- a Nobel-ünnepségek zárónapja és az új Nobel-díjasok köszöntése (gyertyás koronával)[4][5]
- a köztársaság napja Máltán (a köztársaság 1974-es kikiáltásának évfordulóján)[6][7]